# Emei quan

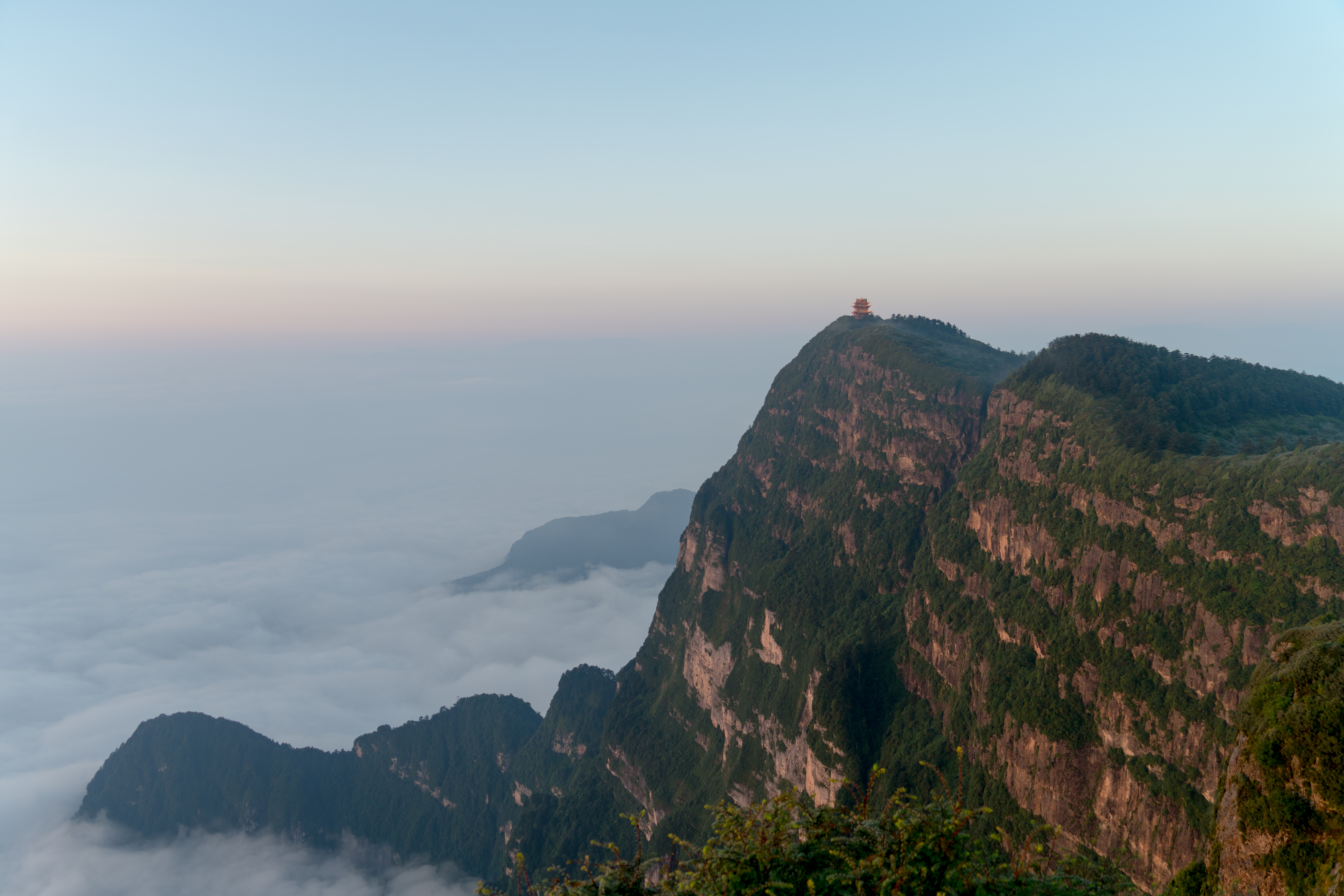
Une vue du Mont Emei.

L’Emei quan (峨嵋拳 éméiquán）est un ensemble de styles d'arts martiaux chinois originaires du Mont Emei, dans le Sichuan.